# Carl Linnaeus
Carl Linnaeus (gelatiniseerd als Carolus Linnaeus) of, nadat hij in 1761 in de adelstand was verheven, Carl von Linné (gelatiniseerd als Carolus a Linné) (Råshult, 23 mei 1707 – Uppsala, 10 januari 1778) was een Zweeds arts, plantkundige, zoöloog en geoloog. Zijn invloedrijkste werken zijn Species plantarum, waarvan de eerste druk (1753) sinds 1905 geldt als beginpunt van de botanische nomenclatuur, en Systema naturae, waarvan de tiende druk (1758) geldt als beginpunt van de zoölogische nomenclatuur.
De auteursnaam 'L.' (bij planten) of 'Linnaeus' (bij dieren) betekent dat Linnaeus degene is die voor het taxon de eerste geldige naam heeft gepubliceerd. Het wil niet automatisch zeggen dat Linnaeus ook degene was die het taxon voor het eerst beschreef. Voor het overgrote merendeel van de door hem benoemde taxa verwees hij naar eerder verschenen publicaties, waarin dan een beschrijving of soms een afbeelding te vinden is. Zie als voorbeeld de naamgeving van de monarchvlinder (Danaus plexippus).

## Levensloop

### Jeugd en opleiding

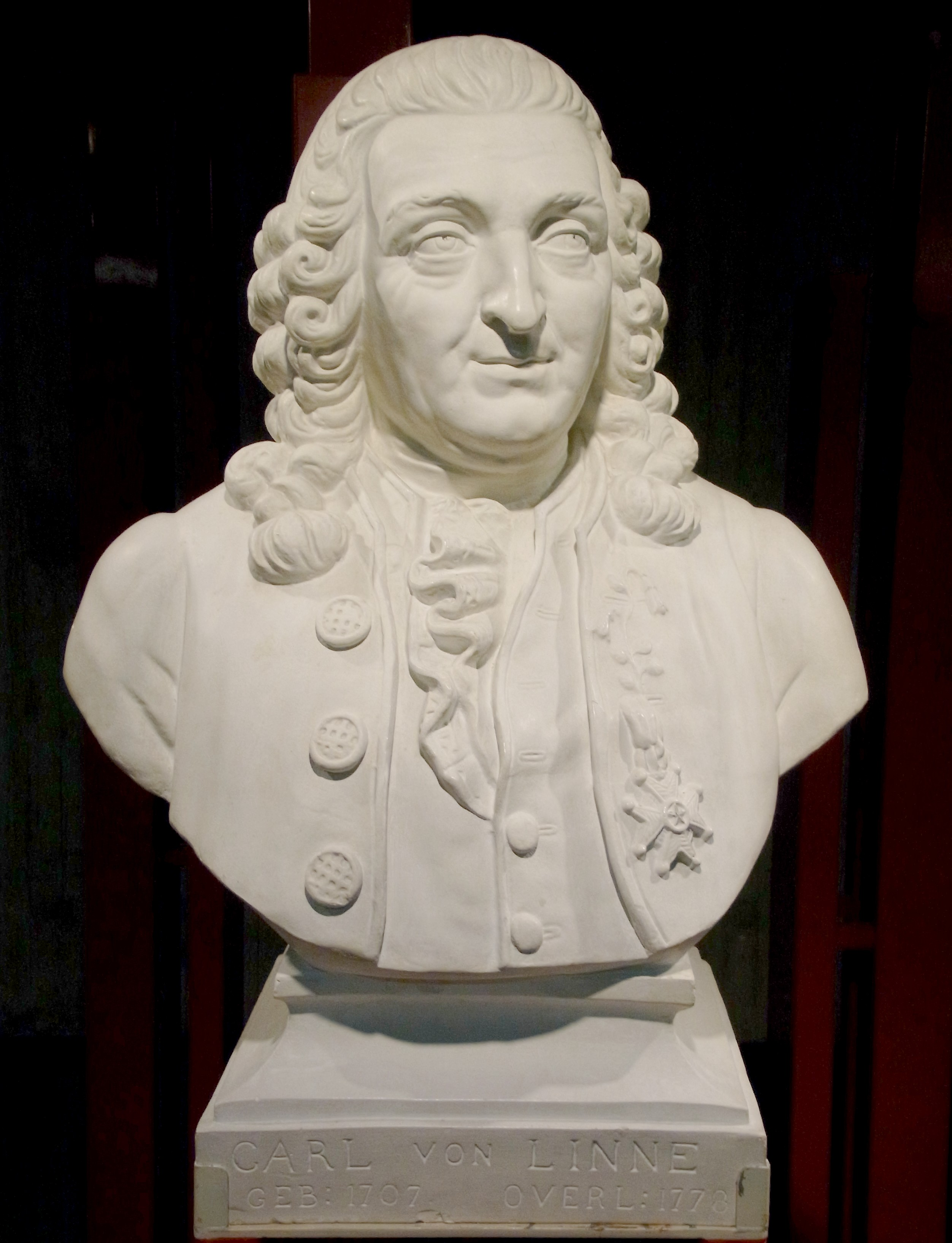
Borstbeeld van Carl Linnaeus (naar een origineel door Petrus Cornelius De Preter) in het voormalige Biologisch Centrum van de RUG (sinds 2011 staat het in de Linnaeusborg van het Zernikecomplex)

Carl Linnaeus was de zoon van Nils Ingemarsson Linnaeus en Christina Brodersonia, en werd geboren in Råshult, in Småland. Carl werd vermoedelijk vernoemd naar Karel XII van Zweden. Zoals in die tijd gebruikelijk was, had zijn vader Nils geen familienaam. Ingemarsson was een patroniem. Toen Nils in Lund ging studeren, had hij echter een familienaam nodig om zich in te kunnen schrijven. Geïnspireerd door de grote lindeboom bij zijn geboortehuis, verlatijnste hij het woord linde tot Linnaeus. De spelling Linnæus, met een ligatuur, is equivalent aan Linnaeus.
Carls vader, die dominee was, wilde dat zijn zoon theologie ging studeren. Carl begon daartoe in 1724 ook een opleiding in Grieks, Hebreeuws, theologie en wiskunde aan het Växjö Gymnasium. Hij had daarin echter weinig interesse en de meeste van zijn docenten meldden over zijn studie aan zijn vader dat Carl wel nooit een geleerde zou worden. Alleen de docent Rothman dacht er anders over en wist zijn vader te overreden erin toe te stemmen dat Carl geneeskunde ging studeren in plaats van theologie.
Tijdens zijn studie verwierf de jonge Linnaeus een opdracht om de natuurlijke schatten van Lapland te inventariseren. Na zijn onderzoeksreis door Lapland, in 1732, schreef hij zijn Florula Lapponica. In april 1735 vertrok hij naar Nederland om te promoveren tot doctor in de geneeskunde, een titel die hij nodig had om zich als arts te kunnen vestigen. Op 23 juni promoveerde hij aan de Universiteit van Harderwijk op het al eerder in Zweden geschreven proefschrift Hypothesis nova de febrium intermittentium causa. De efficiënte procedure nam slechts zes dagen in beslag, waarvan drie voor het drukken van het proefschrift.
Na de promotie reisde hij verder naar Leiden. Daar publiceerde hij met hulp van Gronovius en een financiële bijdrage van de Schotse arts Isaac Lawson zijn Systema naturae, waarin hij de natuur in drie rijken verdeelde (mineralen-, planten- en dierenrijk). In Leiden leerde hij Johannes Burman kennen, die hem uitnodigde om bij hem op zijn buiten te komen werken aan een aantal wetenschappelijke publicaties. Voor het zover kwam ontmoette Linnaeus echter Herman Boerhaave. Deze was bevriend met George Clifford, een schatrijke Amsterdamse bankier die zijn passie voor planten uit verre streken met hem deelde. Clifford verzamelde exotische planten in zijn oranjerie en tuin van de Hartekamp, een landgoed in Heemstede, op de grens met Bennebroek en zomerverblijf van Clifford. Boerhaave stelde aan Clifford voor om Linnaeus in dienst te nemen als lijfarts en hortulanus. Clifford kon Linnaeus een gage en het gebruik van zijn uitgebreide tuin en bibliotheek op het landgoed aanbieden, en Linnaeus stemde erin toe er zijn intrek te nemen.
Linnaeus cultiveerde zorgvuldig zijn publieke imago als doorgewinterd wereldreiziger. Hij liet zich graag portretteren in een samenraapsel van diverse stukken traditionele klederdracht van de Samen, en de "expeditie naar Lapland" uit 1732 die aan de basis lag van de Florula Lapponica, was niet meer geweest dan een korte uitstap in noordelijke richting, zonder de poolcirkel te overschrijden.

### Verblijf in Heemstede

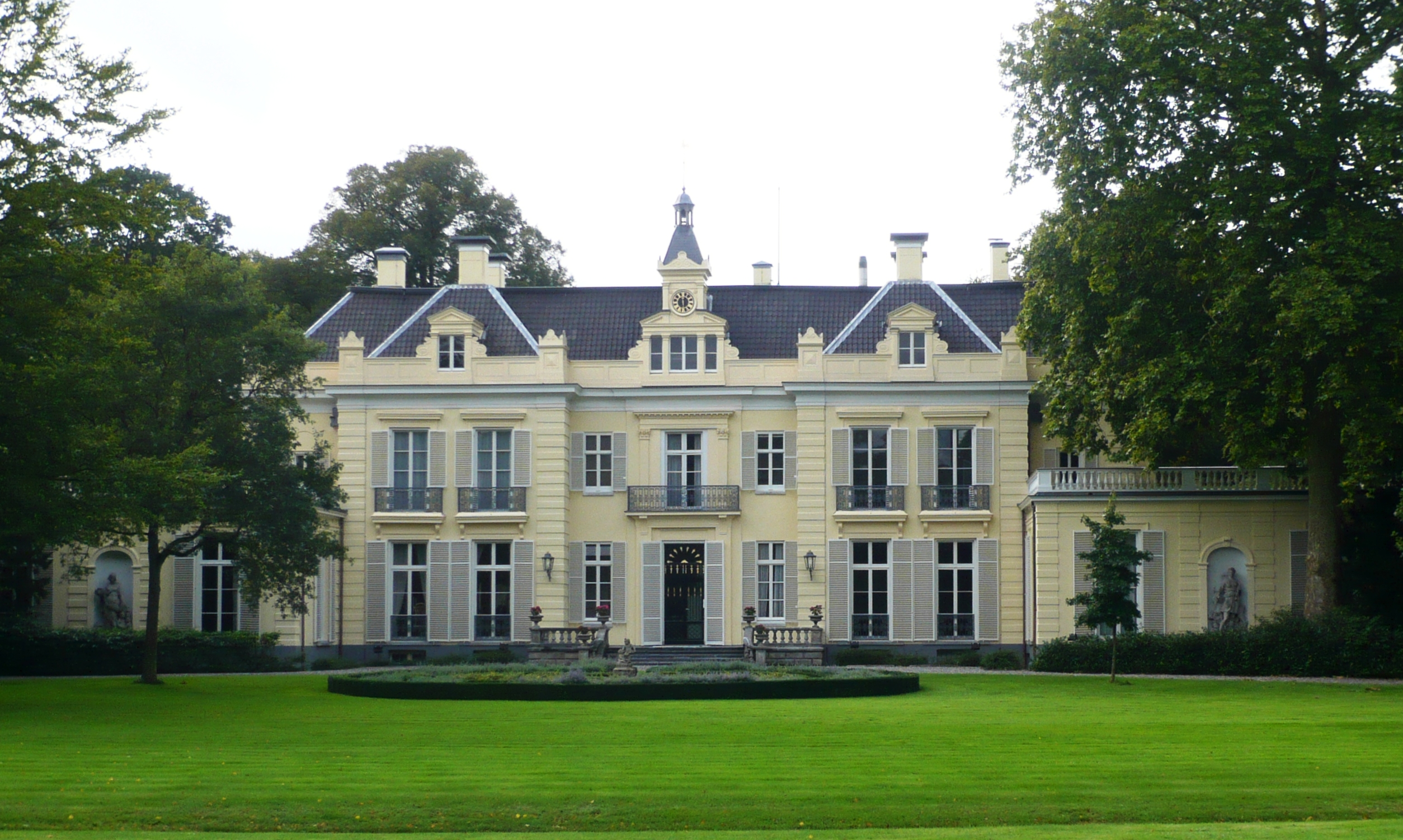
Villa Hartekamp in 2011. Van de tuin uit de tijd van Linnaeus is weinig meer over. Het bankiershuis Clifford en Zn. ging failliet in 1772.

Van 13 september 1735 tot 7 oktober 1737 verbleef Linnaeus op de Hartekamp. Clifford droeg hem op om een catalogus van zijn omvangrijke collectie planten en boeken samen te stellen. Het resultaat was Hortus Cliffortianus, dat gepubliceerd werd in 1738 en in veel opzichten een voorloper was van Linnaeus' latere werk, in het bijzonder van Species plantarum. Op de frontispies van het werk is onder andere een kaart van de tuin van de Hartekamp te zien. Gedurende zijn aanstelling bij Clifford reisde Linnaeus ook naar Engeland, waar hij in Londen onder anderen Hans Sloane bezocht, en in Oxford de gast was van Dillenius. Begin 1738 verbleef Linnaeus nog enige tijd in Nederland om te herstellen van cholera, alvorens via Frankrijk terug te keren naar Zweden.

### Terug in Zweden
Bij terugkomst in Zweden vestigde Linnaeus zich in Stockholm, waar hij onder meer in 1739 medeoprichter was van de Zweedse Academie van Wetenschappen. Hij huwde in 1738 en zou daarna Zweden niet meer verlaten.
In 1758 kocht hij in de buurt van Uppsala een boerderij, die hij inrichtte als zomerverblijf en waar hij zijn kostbare collecties huisvestte. Tegenwoordig is dit zomerverblijf bekend onder de naam Linnaeus' Hammarby en is het opengesteld als museum.
Tot op hoge leeftijd bleef Linnaeus hoogleraar en vooraanstaand burger van Uppsala. Hij is in de kathedraal van deze stad, dicht bij de ingang begraven. Er worden nog regelmatig bloemen op zijn graf gelegd.

## Bijdragen aan de taxonomie

### Systema naturae

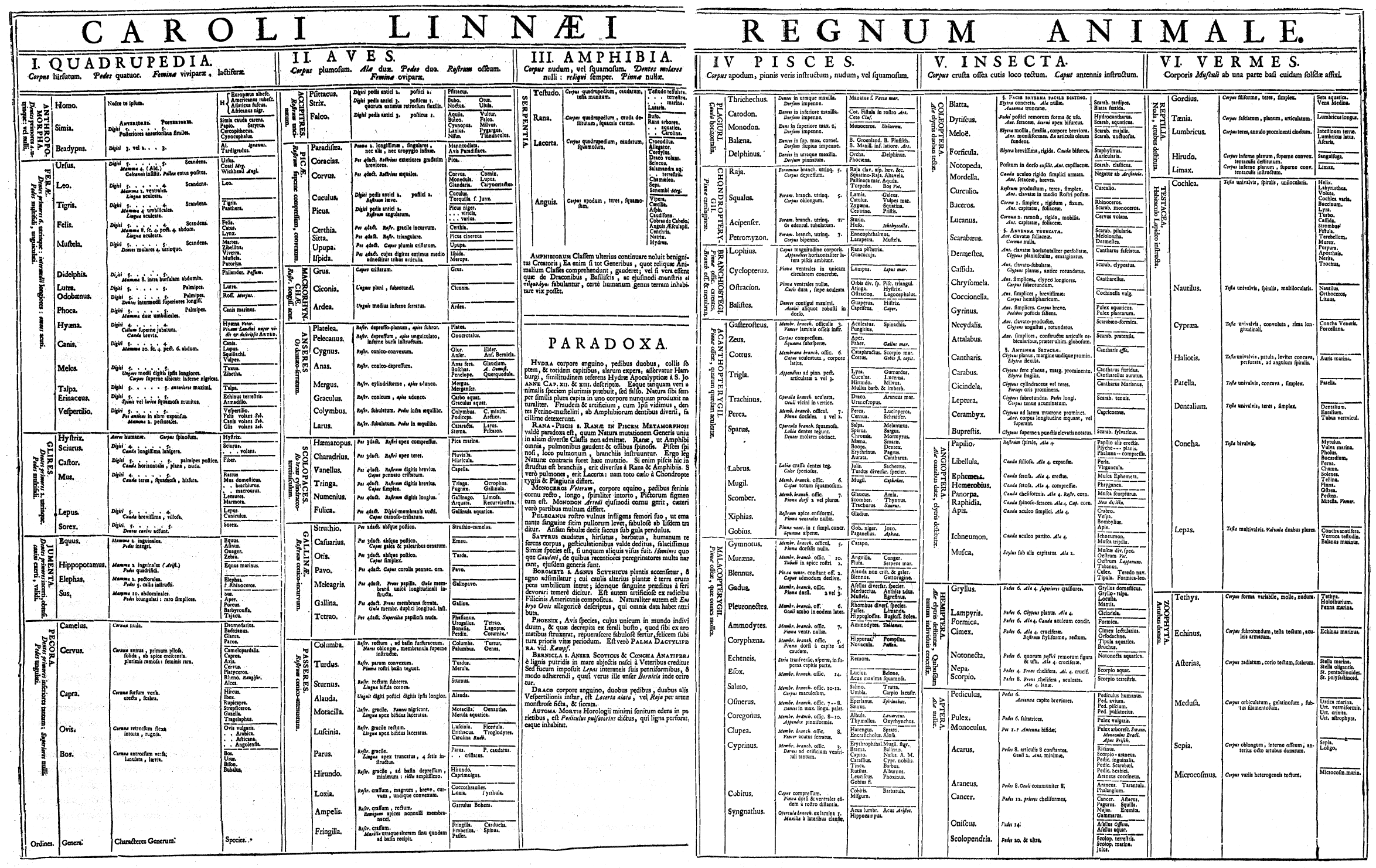
Linnaeus' tabel van het dierenrijk uit Systema naturae (1e druk, 1735).

In 1735 publiceerde Linnaeus met hulp van Gronovius de eerste druk van Systema naturae. In dit werk gaf hij een indeling van de drie natuurrijken mineralen, planten en dieren. Het dierenrijk was onderverdeeld in zes klassen: I Viervoeters (inclusief de mens), II Vogels, III Amfibieën (reptielen en amfibieën), IV Vissen (inclusief walvissen), V Insecten (geleedpotigen) en VI Wormen (alle overige ongewervelden), en tot slot een ongenummerde klasse Paradoxa, waarin monsters en fabeldieren behandeld werden.

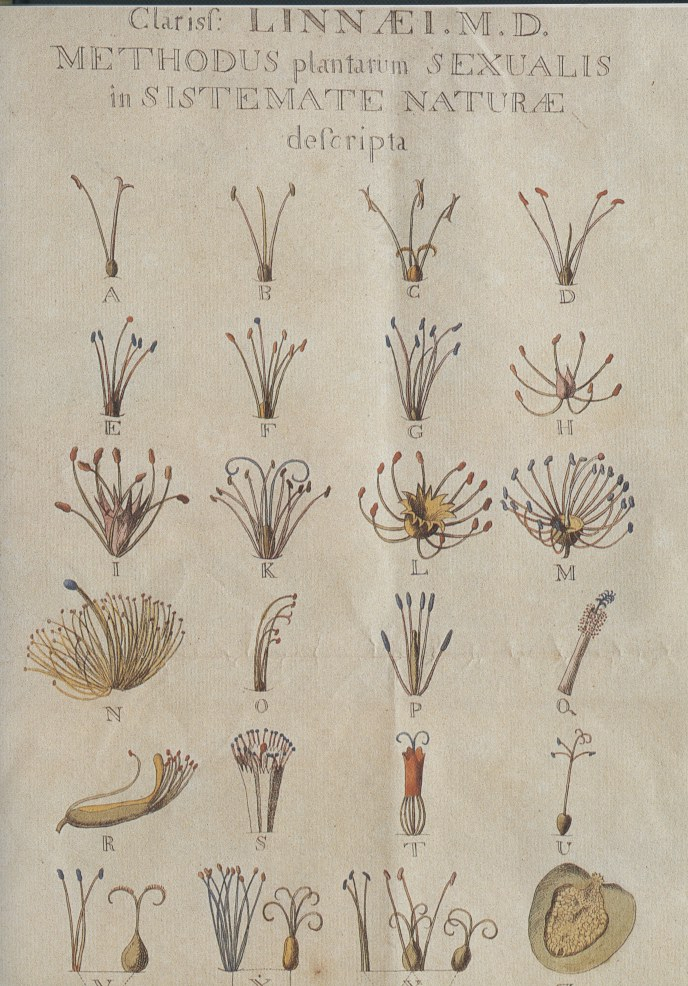
De 24 klassen van planten

Een opzienbarend aspect van Linnaeus' werk was dat hij voor het indelen van planten uitging van kenmerken van de voortplantingsorganen: de stampers en meeldraden. Het classificeren van planten op basis van de bloemen was niet nieuw, hoewel het voortplantingsmechanisme van planten pas aan het eind van de zeventiende eeuw was ontdekt, maar Linnaeus ging verder door alleen de voortplantingsorganen te gebruiken als de basis van zijn systeem, en daarbij expliciete seksuele termen te gebruiken, in een tijd dat het spreken over seksualiteit een taboe was. Linnaeus deelde de planten naargelang het aantal meeldraden in 24 klassen in, en daarna verder in orden, op basis van het aantal stijlen. De seksuele aard van zijn indeling en het voor die tijd zeer uitgesproken gebruik van seksuele termen maakte zijn systeem voor sommige van zijn tijdgenoten controversieel.
De eerste druk van Systema naturae omvatte twaalf pagina's in dubbel folioformaat. Linnaeus had zelf geen geld om het werk te laten drukken. Het was Gronovius die de uitgave ervan verzorgde en deels financierde omdat hij onder de indruk was van de systematische manier van classificeren die Linnaeus in het werk had toegepast.

#### Latere edities

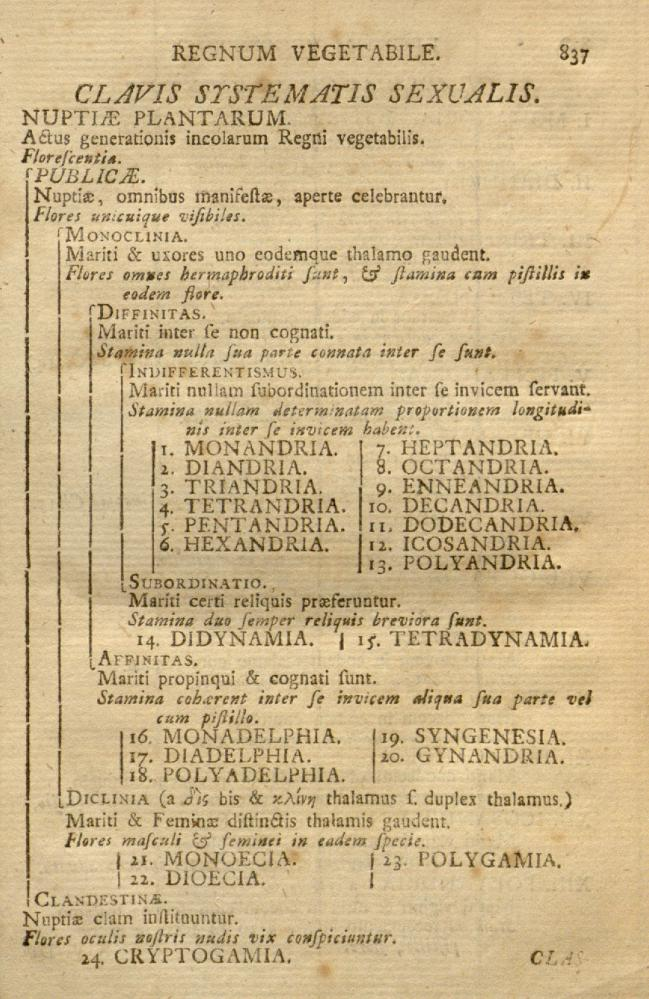
Clavis Systematis Sexualis
Indeling van het plantenrijk naar seksuele kenmerken (in de 10e druk van Systema naturae)

In de loop der jaren waren er van Systema naturae verschillende nieuwe drukken verschenen, sommige bewerkt en uitgebreid door bekenden van Linnaeus, zoals Bernard de Jussieu of Gronovius, sommige lokale edities met vertaalde namen, een enkele als roofdruk. De tweede en zesde druk, verschenen in Stockholm in 1740 en 1748, waren door Linnaeus zelf bewerkt en uitgebreid. De negende druk, verzorgd door Gronovius, kwam in 1756 in Leiden uit. In 1758 verscheen bij Salvi in Stockholm deel 1 van de tiende druk, de vierde die geheel door Linnaeus zelf was verzorgd. In deze tiende druk waren de walvissen verplaatst van de vissen naar de zoogdieren, en was deel 1, over de dieren, uitgegroeid tot 824 pagina's in octavoformaat. Nadat hij in Species plantarum voor de planten de binominale nomenclatuur voor het eerst consequent had toegepast, deed hij dat in Systema naturae nu ook voor de dieren. Deze editie van het werk is daarom later, bij afspraak onder zoölogen, aangewezen als beginpunt van de zoölogische nomenclatuur.

#### Classificatie van de mens

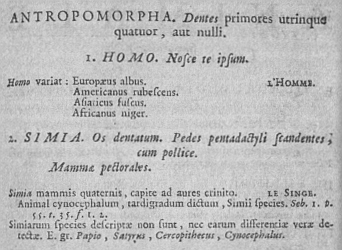
Indeling van de mens in de editie van 1748

Systema naturae was revolutionair, omdat de soort mens werd ingedeeld bij de zoogdieren. Dit was een breuk met het idee dat de mens boven de natuur verheven was en er geen deel van uitmaakte. Hoewel Linnaeus er zelf ook moeite mee had om de mens bij de dieren in te delen, en hij zich realiseerde dat hij een storm van kritiek over zich heen zou krijgen, vooral van theologen, kon hij om (door hem zelf geformuleerde) wetenschappelijke redenen niet anders. Linnaeus was er, zoals de meeste van zijn tijdgenoten, vast van overtuigd dat God de natuur had geschapen. Door zijn indeling was het mogelijk ordelijk over de schepping te spreken. Waar andere wetenschappers spraken van rassen, noemde Linnaeus de ondersoorten variëteiten, omdat de onderlinge verschillen vooral werden bepaald door niet-erfelijke omgevingsfactoren, die onafhankelijk van de huidskleur dwars door de hele soort 'mens' heenliepen.
In de tiende druk van Systema naturae van 1758 voegde Linnaeus per ondersoort eigenschappen toe die hij van toepassing vond. Het ging onder andere om het toekennen van de vier temperamenten zoals die in de middeleeuwse geneeskunde werden toegepast, de kleur van haar en ogen en de kleding. Het Europese type stak er goed bij af, terwijl aan de andere variëteiten vooral negatieve psychologische eigenschappen werden toegedicht.

### Species plantarum
Linnaeus was meer plantenkenner dan zoöloog en toen hij in september 1735 bij George Clifford in dienst kwam, richtte hij zijn aandacht vooral op de systematiek van het plantenrijk. Dat culmineerde uiteindelijk in 1753 tot de uitgave van Species plantarum. Dit is het eerste werk waarin de binominale nomenclatuur systematisch is doorgevoerd. Elke soort kreeg behalve een geslachtsnaam ook een toenaam (soortaanduiding), ook bij geslachten die uit maar één soort bestonden, een op het oog eenvoudige maar in de praktijk revolutionaire verandering. De geslachtsnaam en toenaam vormen samen een binominale of binaire naam. Naast de binaire naam, door Linnaeus nomen triviale genoemd, gaf hij ook de "echte" naam, het nomen specificum legitimum (meestal een lange zin), zoals in die tijd gebruikelijk was. De binaire naam kwam hierdoor los van de beschrijving en kon zo functioneren als label om een soort aan te duiden. Binaire namen hoefden ook niet te veranderen als de beschrijving van een plant veranderd moest worden, bijvoorbeeld wanneer een nieuwe soort werd gevonden die aan dezelfde beschrijving voldeed maar toch verschilde van een al beschreven soort. Het verkorte namenstelsel van Linnaeus werd nog voor zijn dood door de meeste botanici en zoölogen overgenomen. Species plantarum geldt tegenwoordig als het officiële beginpunt van de binominale nomenclatuur voor planten, zoals sinds 1905 geregeld in de Règles internationales de la nomenclature botanique, later International Code of Botanical Nomenclature.

### Genera plantarum

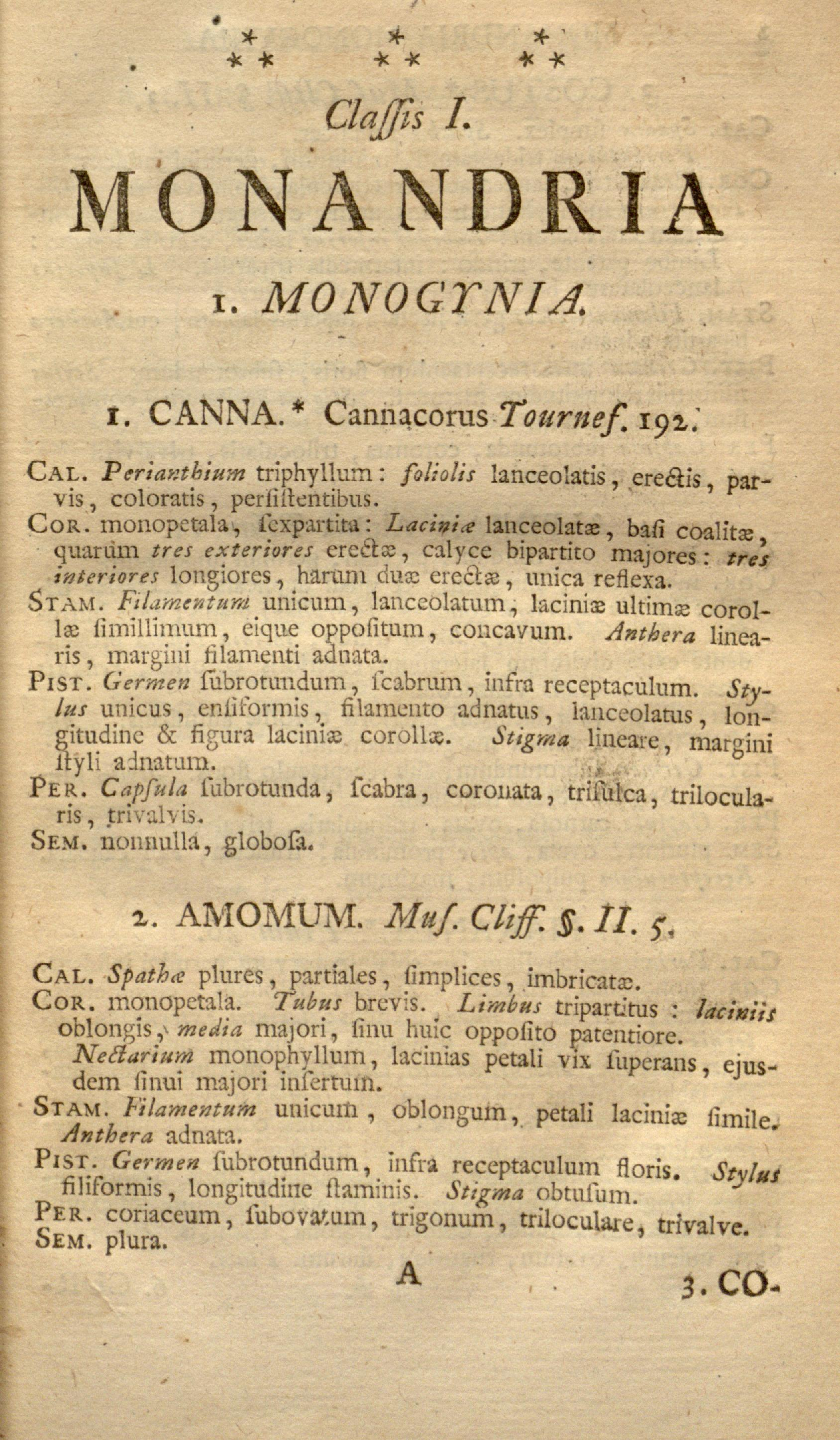
Pagina 1 van Genera plantarum, 5e druk, 1754, waarin te zien is hoe systematisch Linnaeus te werk ging bij het beschrijven van geslachten

Een andere niet te verwaarlozen bijdrage van Linnaeus aan de taxonomie is de manier waarop hij de geslachten definieert in zijn Genera plantarum. Tournefort had in 1694 het concept genus voor het eerst duidelijk gedefinieerd, en ook van 700 geslachten een beschrijving gegeven. Linnaeus bouwde voort op Tourneforts concept maar pakte de beschrijving heel anders aan. Hij deelde alle planten in geslachten in op basis van de kenmerken van de bloem, en al vanaf de eerste druk, in 1737, gaf hij van ieder geslacht, in dezelfde volgorde en typografisch geordend, de beschrijving van achtereenvolgens de calyx (kelk), corona (kroon), stamina (meeldraden), pistillum (stamper), pericarp (vruchtwand) en semen (zaad). Op deze manier konden verschillende geslachten heel eenvoudig met elkaar vergeleken worden. Linnaeus gaf zo een eerste aanzet tot het maken van sleuteltabellen, die met de grote aantallen soorten die inmiddels beschreven zijn, tegenwoordig bijna onmisbaar zijn bij het op naam brengen van een plant.
Linnaeus benoemde en classificeerde gedurende zijn leven zo'n 9000 soorten planten. Planten die hun toenaam van hem kregen zijn nog altijd herkenbaar aan de auteursaanduiding 'L.' (van Linnaeus) achter de botanische naam. Linnaeus is de enige auteur wiens naam tot slechts één letter wordt afgekort.

### Philosophia botanica
De philosophia botanica ("botanische wetenschap") verscheen in 1751. De structuur van het werk is gebaseerd op de 365 aforismen van een eerder werk uit 1736 met de titel fundamenta botanica ("grondslagen van de botanie"). De philosophia bestaat uit 365 genummerde onderdelen, een aantal dat waarschijnlijk niet toevallig overeenkomt met het aantal dagen in een jaar, en ieder onderdeel begint met een aforisme en vervolgt met een gedetailleerde uitleg. Deze structuur komt waarschijnlijk overeen met die van het cursusdictaat van Linnaeus.
Het boek werd herdrukt in Wenen in 1755, 1763 en 1770, en in herziene drukken in Berlijn in 1780 en in Halle an der Saale in 1809.

## Studenten van Linnaeus

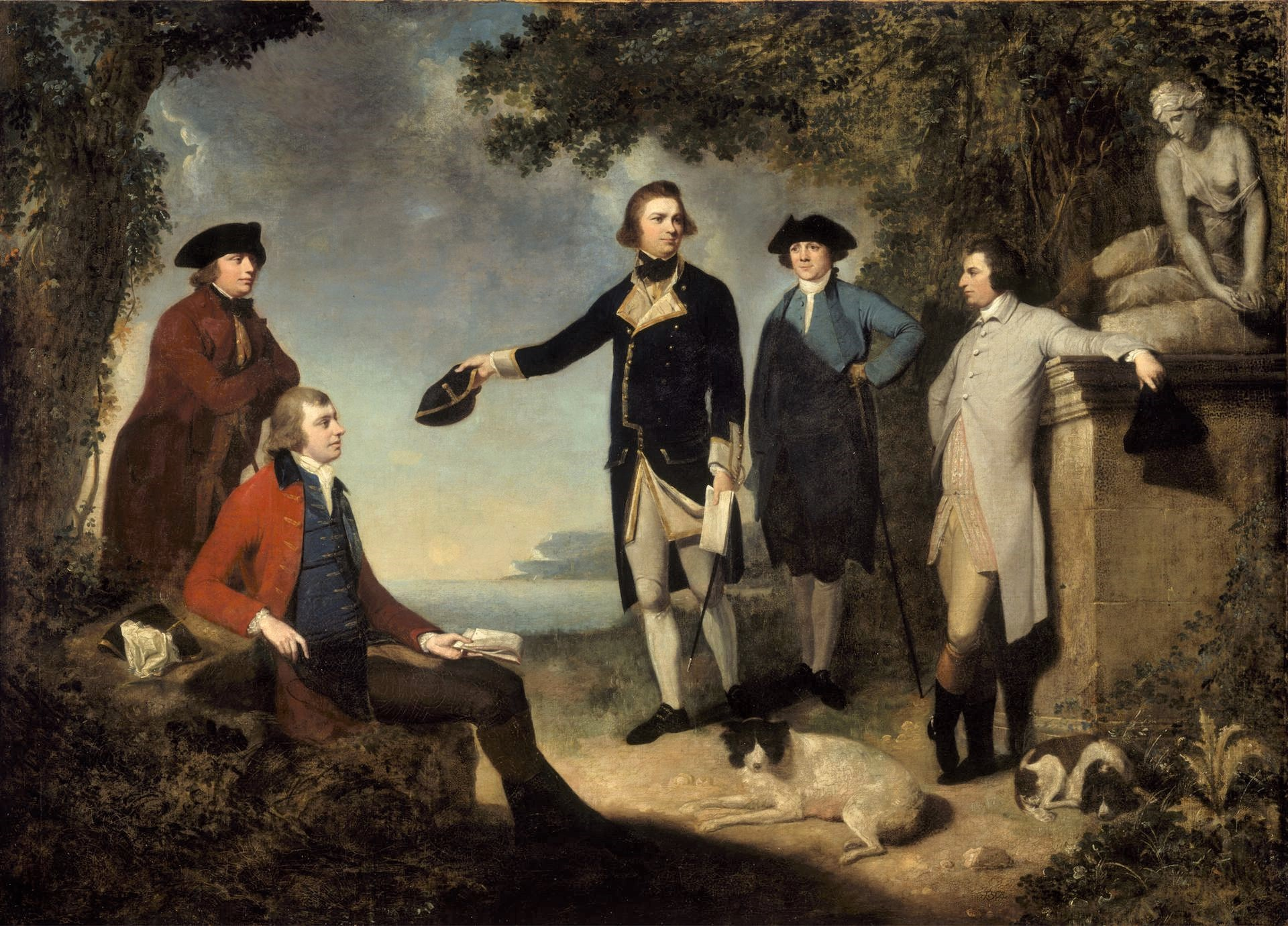
John Hamilton Mortimer: (van links naar rechts) Daniel Solander, Joseph Banks, James Cook, John Hawkesworth en John Montagu, 1771

Linnaeus' studenten breidden zijn werk uit door niet alleen de planten van Europa maar die van de hele wereld te verzamelen, te benoemen en te beschrijven:
Arctica
- Anton Rolandsson Martin

Siberië
- Johan Peter Falck

Nieuwe Wereld
- Pehr Kalm bezocht Noord-Amerika
- Pehr Löfling ging naar Spanje en Zuid-Amerika
- Daniel Rolander reisde naar Suriname

Midden-Oosten en Noord-Afrika
- Fredrik Hasselquist bezocht het Midden-Oosten
- Peter Forsskål
- Göran Rothman

West-Afrika
- Andreas Berlin
- Adam Afzelius

Zuid-Afrika, Azië en Oceanië
- Christopher Tärnström
- Carl Fredrik Adler
- Pehr Osbeck bezocht China
- Olof Torén
- Daniel Solander vergezelde James Cook op diens eerste reis rond de wereld
- Anders Sparrman vergezelde Cook op diens tweede reis en bezocht West-Afrika
- Carl Peter Thunberg bezocht Japan

## Nalatenschap

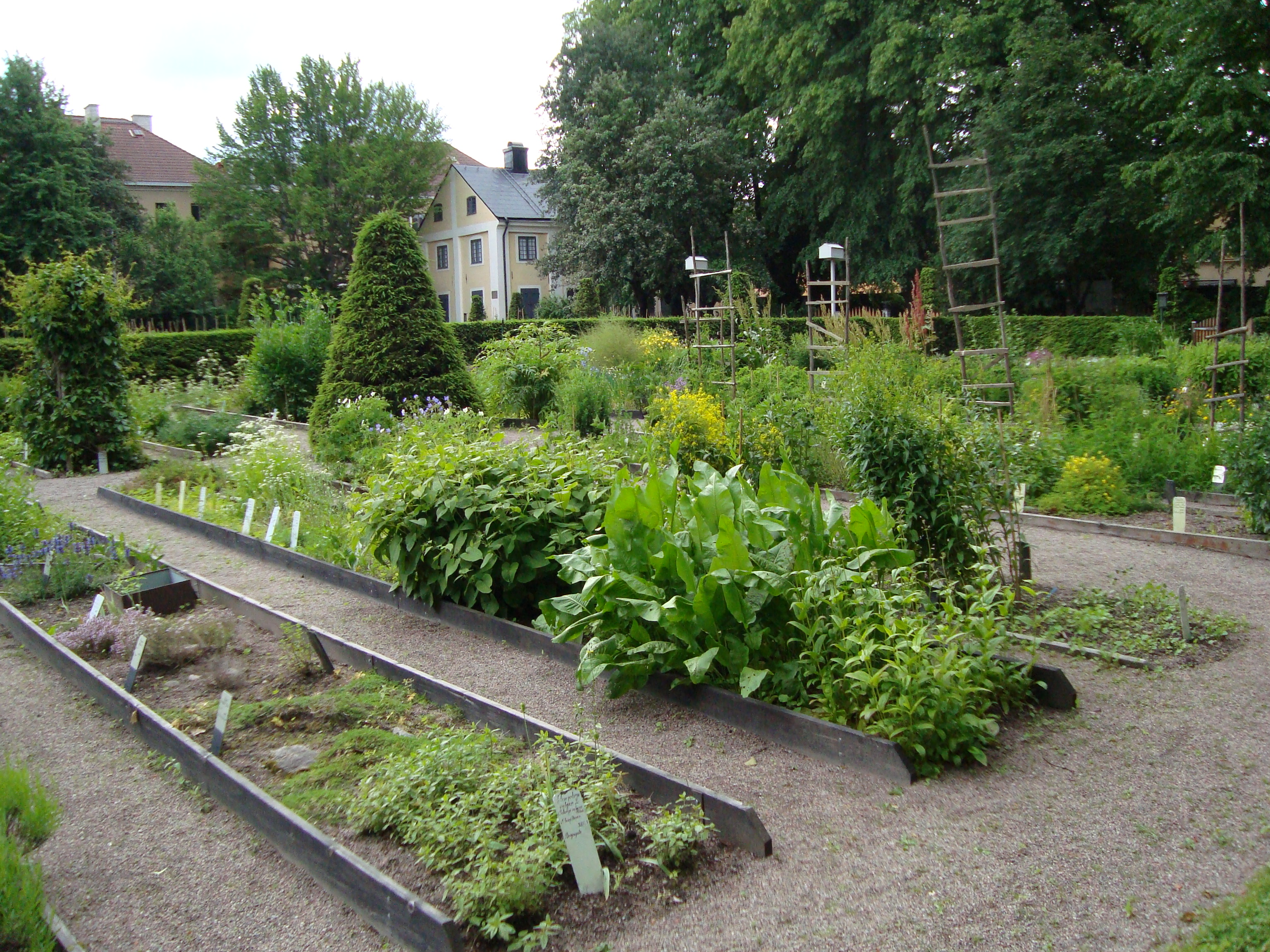
Linnéträdgården, hoek van de systematische tuin, met op de achtergrond Linnaeus' huis.

Van het herbarium van Linnaeus, waarin zich onder andere een kopie van het herbarium van George Clifford bevond, is na zijn dood een deel verloren gegaan vanwege aantasting door schimmels en vraat door muizen. Wat er nog van over is bevindt zich tegenwoordig grotendeels in Londen, een deel bij de Linnean Society of London, een deel in het Natural History Museum. Een ander deel bevindt zich in de collectie van het Naturhistoriska riksmuseet in Stockholm. Het potentiële typemateriaal, verbonden aan de meer dan 9.000 botanische namen die door Linnaeus zijn gepubliceerd, is tijdens het Linnaean Plant Name Typification Project in kaart gebracht door Charlie Jarvis, werkzaam bij het Natural History Museum. Dit leidde in 2007 tot Jarvis' publicatie Order out of Chaos: Linnaean Plant Names and their Types.
De oude botanische tuin in Uppsala waar Linnaeus de leiding over had, bestaat nog. De tuin heet nu Linnéträdgården en is na 1917, na een periode van verval, opnieuw ingericht volgens de specificaties die Linnaeus er in 1748 van had gepubliceerd in Hortus upsaliensis.

## Eponiemen

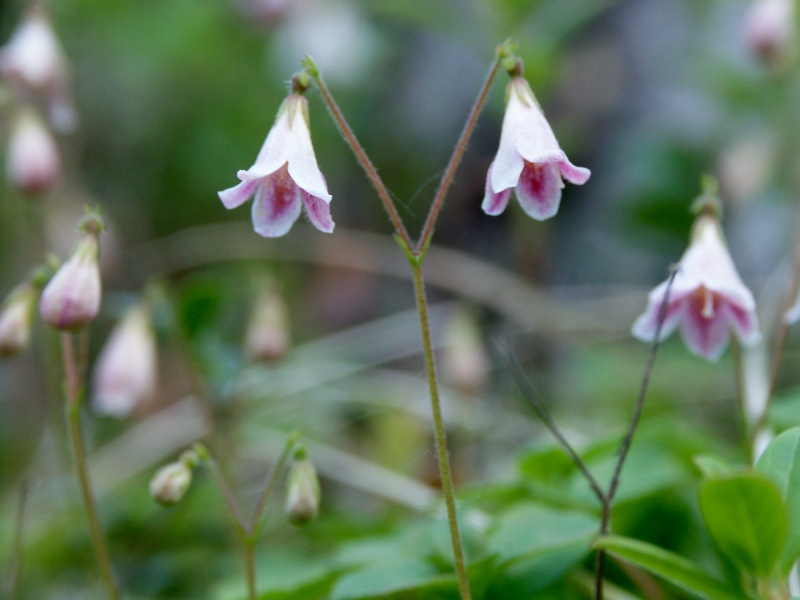
Linnaeusklokje

- Het Linnaeusklokje (Linnaea borealis) is later door Gronovius naar hem vernoemd. Linnaeus maakte ermee kennis op zijn reis door Lapland in 1732. Het Linnaeusklokje wordt niet in het reisverslag beschreven, maar wel in zijn Flora Lapponica. Het Linnaeusklokje is een laagblijvend plantje met twee kleine bloemen op een dunne stengel van ongeveer 10 cm hoogte. Het plantje is in Nederland zeer zeldzaam. Linnaeus wordt vaak afgebeeld met dit plantje in zijn hand of op zijn revers. Het figureert ook op het wapenschild dat Linnaeus aannam nadat hij in de adelstand was verheven.
- Er is een plein in de Zweedse stad Göteborg naar hem vernoemd. Dit plein ligt dicht bij Göteborgs botaniska trädgård en het beroemde Slotskogspark.
- Wereldwijd zijn meer dan 500 wegen (straten, pleinen, lanen) naar Linnaeus vernoemd. In Nederland o.a. in Aalsmeer, Albrandswaard, Almere, Alphen a.d. Rijn, Amsterdam, Borger, Boskoop, Culemborg, Den Haag, Groningen, Haarlem, Halderberge, Harderwijk, IJsselstein, Maastricht, Nieuw Buinen, Purmerend, Teylingen, Utrecht, Velsen, Veenendaal, Venlo, Zaanstad en Zandvoort.
- De Linnean Medal is een erepenning, ingesteld door de Linnean Society of London om wetenschappers te eren die een significante bijdrage hebben geleverd aan de plant- of dierkunde.
- Linnaeus promoveerde in 1735 aan de Universiteit van Harderwijk. In een nis in de toren van de voormalige universiteit is een borstbeeld van de beroemde promovendus geplaatst en vanaf dat moment is de toren bekend onder de naam Linnaeustoren.
- Linnaeus' afbeelding prijkt, als Carl von Linné, op het briefje van honderd Zweedse kronen.

## Bloemenklok
- In zijn boek Philosophia Botanica beschrijft Linnaeus hoe de bloemen van sommige planten zich op bepaalde momenten in de dag openen en sluiten. Hij opperde de mogelijkheid om dit aan te wenden in een 'horologium florae', een bloemenklok. Zelf legde hij een dergelijke tuin niet aan, maar gaf een hele lijst van bruikbare planten. In de lente van 2005 werd een dergelijke bloemenklok in combinatie met een zonnewijzer aangelegd op de campus van de Truman State University, Kirksville, Missouri, U.S.A.[23]

## Appendix
- Bibsys: 90052213
- Biblioteca Nacional de Chile: 000180725
- Biblioteca Nacional de España: XX847999
- Bibliothèque nationale de France: cb130917536 (data)
- Author citation (botany): L.
- Catàleg d'autoritats de noms i títols de Catalunya: 981058608318006706
- CiNii: DA01901178
- Gemeinsame Normdatei: 118573349
- International Standard Name Identifier: 0000 0001 2127 4957
- KulturNav: 2ccdc557-c2b0-4108-bc1d-d3c58eb0e8fe
- Library of Congress Control Number: n79109333
- Nationale Bibliotheek van Letland: 000059941
- Mathematics Genealogy Project: 118796
- Bibliotheek van het Japanse parlement: 00447776
- Nationale Bibliotheek van Tsjechië: nlk20000085460
- Nationale bibliotheek van Australië: 35307414
- Nationale Bibliotheek van Israël: 987007264785705171
- Nationale Bibliotheek van Polen: a0000001198064
- Nationale en Universitaire bibliotheek Zagreb: 000034016
- Nederlandse Thesaurus van Auteursnamen: 068905297
- Réseau des bibliothèques de Suisse occidentale: 02-A003523914
- RKD-Nederlands Instituut voor Kunstgeschiedenis: 424967
- Istituto Centrale per il Catalogo Unico: IEIV004353
- LIBRIS: 253377
- SNAC: w6th8rk6
- Système universitaire de documentation: 028300327
- Museum of New Zealand Te Papa Tongarewa: 33529
- Trove: 905824
- Union List of Artist Names: 500372798
- Virtual International Authority File: 34594730
- WorldCat: E39PBJgxqvKKCGYfckY8Tbrg8C